# 岩崎心平
岩崎 心平（いわさき しんぺい、1976年8月24日 - ）は、東日本放送（khb）のアナウンサー。

## 経歴
大阪府茨木市出身。大阪府立春日丘高等学校を経て、立命館大学文学部史学科卒業後、2000年4月に京都放送（KBS京都）に入社。2005年、東北楽天ゴールデンイーグルス誕生により野球実況アナウンサーを求めていた東日本放送へ移籍する。

## 担当番組
太字は出演中

### 東日本放送
- Sky・A STADIUM LIVE RAKUTENわしづかみ・実況

（朝日放送のアナウンサー派遣ができないとき実況を担当）
- CHALLENGE 燃えよ!EAGLES（2006年4月 - 2015年3月）
- KHBスーパーベースボール
- 全国高等学校野球選手権宮城大会実況・リポーター

　※甲子園での『ふるさと応援実況』も担当
- KHBニュース

### KBS京都
テレビ
- 競馬中継（実況担当）
- Live5（料理コーナー「Cook de トントン」担当）

ラジオ
- 心平の週刊シネマチック（パーソナリティ）
- 岩崎心平の今夜もしんぺい
- おはようミュージック